# Nieuwkapelle
Nieuwkapelle is een landelijk polderdorp in de provincie West-Vlaanderen, het was een zelfstandige gemeente tot aan de gemeentelijke herindeling van 1970. Sinds 1977 is het deelgemeente van Diksmuide. Nieuwkapelle is een klein dorp met een 150-tal woningen, een dorpsschool, enkele horecazaken en een buurtwinkel. Tewerkstelling is er via de plaatselijke landbouwbedrijven. Dwars doorheen het dorpscentrum loopt de gewestweg N364.

## Geschiedenis

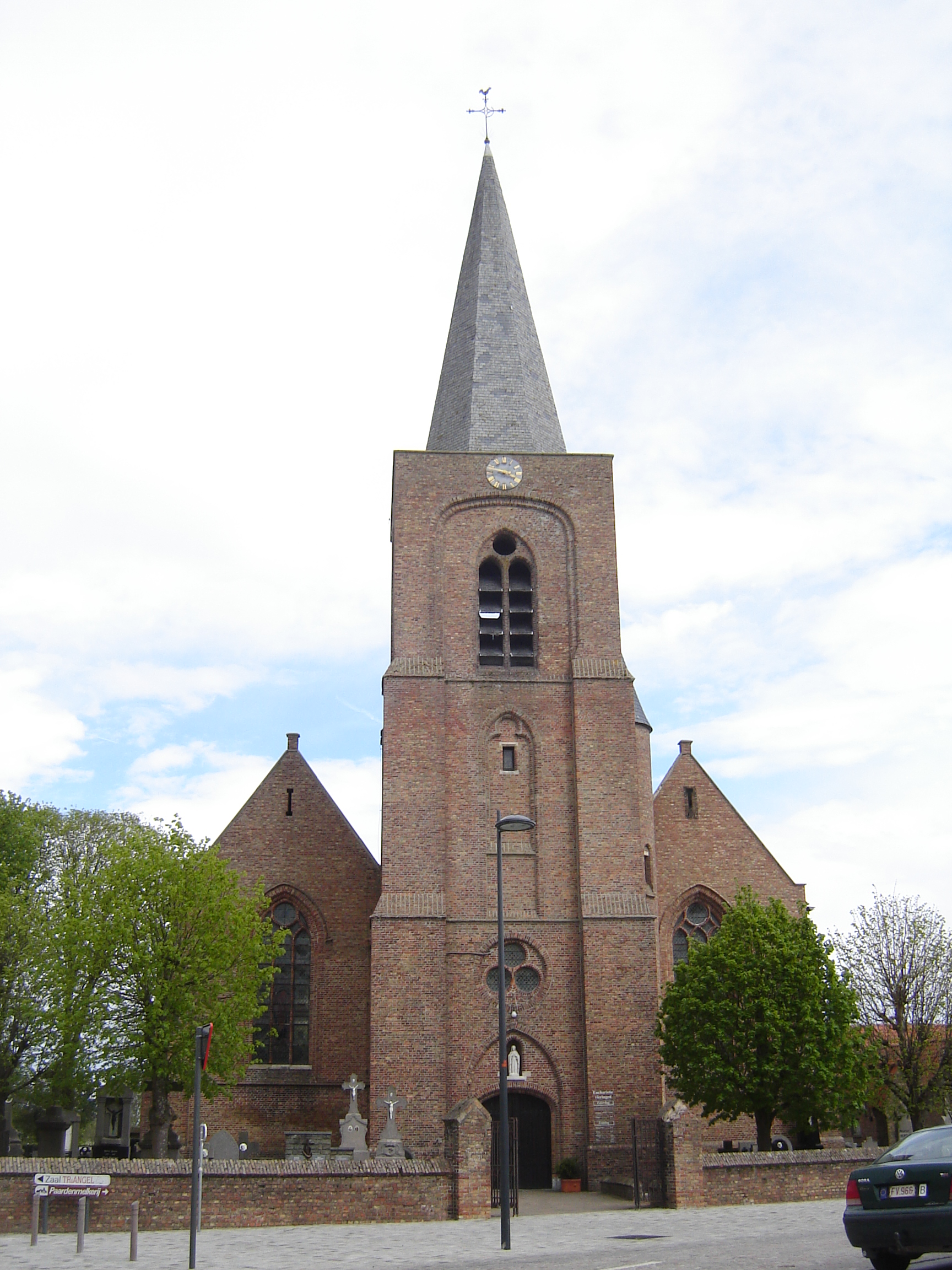
Sint-Petruskerk

Hoewel het gebied van Nieuwkapelle mogelijk in de Romeinse tijd bewoond is geweest, is het daarna overstroomd en bedekt met een kleilaag. Ontginning vond plaats vanuit het in het zuiden liggende Zandlemig Vlaanderen en in de 10e eeuw werd de Oude Zeedijk aangelegd. In de 12e eeuw werden de Middellandpolders aangelegd en in deze eeuw werd vermoedelijk ook Nieuwkapelle gesticht als zelfstandige parochie. In 1222 werd Nieuwkapelle voor het eerst vermeld, en wel als Nova ecclesia, en in 1231 als Nova capella. Bestuurlijk was er sprake van de Heerlijkheid Nieuwkapelle, die een leen was van de burcht van Veurne. Ook was er de heerlijkheid het Vrije van Rijsel, gesticht in 1066, en afhankelijk van het Sint-Pieterskapittel te Rijsel.
In 1565-1566 was er sprake van vernielingen door de beeldenstormers en de geuzen, waaraan een einde kwam na de herovering van het gebied door Alexander Farnese. Nu werden echter de protestantsgezinden gedwongen om te vertrekken, waardoor het gebied ontvolkt raakte. Om indringers vanuit het -toen nog calvinistische- Oostende te weren werd langs de IJzer en de Ieperlee de zogenaamde Antipenetratielinie aangelegd, waar het Fort Knokke te Reninge, bij de samenvloeiing van beide waterlopen, deel van ging uitmaken. Hoewel de Antipenetratielinie na de herovering van Oostende in 1604 geen betekenis meer had, bleef onder meer het Fort Knokke gehandhaafd. Het speelde een rol tijdens de oorlogen met en de annexatie door het Frankrijk van Lodewijk XIV, en tijdens de Spaanse Successieoorlog. Daarna verloor het aan betekenis en werd in 1781 gesloopt.
Tijdens de Eerste Wereldoorlog had Nieuwkapelle zwaar te lijden. Twee Belgische frontlinies liepen door of langs het dorp. Duitse beschietingen vernielden de kerk en tal van huizen. Wederopbouw van het dorp had plaats, waarbij architect Antoine Dugardyn een belangrijke rol speelde.
In 1971 werd Driekapellen gevormd uit Nieuwkapelle, Oudekapelle en Sint-Jacobskapelle. Tevens werd een klein gebied van Merkem (0,36 km²) bij Nieuwkapelle aangehecht. Reeds in 1977 werd Driekapellen zelf bij Diksmuide ingelijfd.

## Bezienswaardigheden
- Sint-Pieterskerk
- Diverse historische boerderijen, waaronder het Rood Huis, wat gespaard bleef tijdens de Eerste Wereldoorlog

## Natuur en landschap
Nieuwkapelle ligt in het West-Vlaams poldergebied op een hoogte van ongeveer 2,5 meter. Het behoort deels tot het Oudland en deels tot het Midelland. Nabij Nieuwkapelle ligt een grote vijver, De Put genaamd. Ten oosten van Nieuwkapelle loopt de IJzer, die hier gekanaliseerd is. In het zuiden ligt Fort Knokke bij de uitmonding van de Ieperlee in de IJzer.

## Demografische evolutie
Bronnen: NIS - Opm. 1831 t/m 1970=volkstellingen

## Politiek
Nieuwkapelle had een eigen gemeentebestuur en burgemeester tot die fusie van 1971. Burgemeesters waren:
- 1830-1843: Franciscus Pieters
- 1843-1861: Carolus Misselyn
- 1861-1867: Pieter Albertus Cardinael
- 1868-1870: Charles Balloey
- 1870-1876: Ignatius Poot
- 1876-1885: Eugenius Devos
- 1885-1903: Pieter Degraeuwe
- 1904-1932: Camille Vanhoutte
- 1933-1942: Hector Joseph Delanghe (1886-1960)
- 1943-1944: Karel Lodewijk Lowagie
- 1944-1960: Hector Joseph Delanghe (1886-1960)
- 1961-1970: Charles Basyn (1899-1976)

Charles Basyn werd in 1971 burgemeester van de nieuwe fusiegemeente Driekapellen. In 1977 werd Driekapellen ingelijfd bij Diksmuide.

## Religieuzen
In Nieuwkapelle was de volgende kloostergemeenschap werkzaam:
- 1895-1980: congregatie van grauwe zusters van Lo

## Geboren
- Albert van Houtte (1914-2002), jurist
- Maurice Peiren (1937-2011), atleet

## Nabijgelegen kernen
Lo, Oudekapelle
Deelgemeenten: Beerst · Diksmuide · Esen · Kaaskerke · Keiem · Lampernisse · Leke · Nieuwkapelle · Oostkerke · Oudekapelle · Pervijze · Sint-Jacobskapelle · Stuivekenskerke · Vladslo · Woumen

Belgische gemeenten · Arrondissement Diksmuide · West-Vlaanderen · Vlaanderen